# Ciclo dei Guardiani
Il Ciclo dei Guardiani è una serie di sei romanzi di Sergej Luk'janenko pubblicati dal 1998 al 2014, di genere fantasy/gotico/horror e ambientati nella Mosca contemporanea. La saga ha avuto trasposizione cinematografica.

## Elenco
1. I guardiani della notte (Ночной дозор, Nočnoj Dozor, 1998)
2. I guardiani del giorno (Дневной дозор, Dnevnoj Dozor, 1998)
3. I guardiani del crepuscolo (Сумеречный дозор, Sumerečnyj Dozor, 2003)
4. Gli ultimi guardiani (Последний дозор, Poslednij Dozor, 2006)
5. I nuovi guardiani (Новый дозор, Novyj Dozor, 2012)
6. Шестой Дозор, Šestoj Dozor, 2014 (inedito in Italia)

## Altri media
Cinema
- I guardiani della notte (2004)
- I guardiani del giorno (2006)